# Usted puede ser un asesino
Usted puede ser un asesino és una comèdia negra espanyola estrenada en 1961, dirigida per José María Forqué i protagonitzada en els papers principals per Alberto Closas, José Luis López Vázquez, Amparo Soler Leal i Julia Gutiérrez Caba.
Es tracta d'una versió cinematogràfica de l'obra de teatre homònima, escrita per Alfonso Paso i estrenada en 1958.

## Sinopsi
La pel·lícula conta la història de dos matrimonis francesos, els Aldelbert (Simón i Margarita) i els Picart (Enrique i Briggitte). Mentre les dues dones decideixen passar el cap de setmana en el camp, els marits es queden solos a París per a planejar una tabola amb dues jovenetes de “vida alegre” a la casa de Simón. Tot es complica quan Dupont (el germà d'una de les noies), que s'ha presentat a la casa abans que elles per a fer xantatge als marits infidels, mor després de discutir amb Simón. A partir d'aquest moment els marits, que pretenien passar un cap de setmana divertit, intentaran amagar el cadàver de l'extorsionador. A mesura que la situació es complica perquè un nou cadàver fa la seva aparició a la casa, les esposes tornen ja que s'han oblidat les claus del xalet.

## Repartiment
- Alberto Closas com Simón Adelbert.
- Amparo Soler Leal com Margarita.
- José Luis López Vázquez com Enrique Picart.
- Julia Gutiérrez Caba com Brigitte.
- Pedro Porcel com Comissari Hilario Serbel.
- José Orjas com Metge Forense.
- Jesús Guzmán com Ajudant del forense.
- Hugo Pimentel com Dupont.
- Pedro Rodríguez de Quevedo com a notari.
- Diana Lorys com Lulú.
- José Luis Pellicena com René.
- Juan Cortés com Agent de seguros.
- Elena María Tejeiro com Julita.
- Jesús Puente com Ajudant de Comissari Serbel.
- Elena Balduque com Noemí.
- Nerón Rojas com Porter.
- Joaquín Bergía com Gendarme.
- Pablo Sanz com Mosso de corda.
- Victoria Zinny com Noia en autobús.
- Simón Ramírez Fernández com Narrador.

## Premis
17a edició de les Medalles del Cercle d'Escriptors Cinematogràfics
| Categoria              | Candidat                | Resultat  |
| ---------------------- | ----------------------- | --------- |
| Millor actor secundari | José Luis López Vázquez | Guanyador |

Premis del Sindicat Nacional de l'Espectacle de 1961
| Categoria     | Candidat          | Resultat   |
| ------------- | ----------------- | ---------- |
| Millor actriu | Amparo Soler Leal | Guanyadora |